# Chibiraga nantonis
Chibiraga nantonis är en fjärilsart som beskrevs av Matsumura 1931. Chibiraga nantonis ingår i släktet Chibiraga och familjen snigelspinnare. Inga underarter finns listade i Catalogue of Life.